# Torbera de Mongan
La torbera de Mongan, propietat d'An Taisce (The National Trust for Ireland) es troba al Comtat d'Offaly, Irlanda.

## Protecció
Com a torbera alta d'interès ecològic, 207 ha van ser designades com a zona d'especial conservació el 2017.
Una àrea major de 1.843 ha és protegida per la seva fauna avícola com a zona d'especial protecció per a les aus. Antigament era una zona d'hivernada important per a l'oca riallera grossa.

## Història
La torbera es va començar a formar fa uns 9.000 anys entre dos eskers. La torbera es va mantenir relativament intacta fins als anys 1970s, quan es va començar a utilitzar maquinària per assecar parts de la torbera, reduint-la dràsticament.
Aquest fet va ser clau per a la creació d'un moviment de protecció de la torbera que s'ha estès per torberes de tot Irlanda.